# チュニス湖の戦い
チュニス湖の戦いは、第三次ポエニ戦争開戦直後の紀元前149年に、チュニス湖近郊で発生した、共和政ローマとカルタゴの一連の戦闘。

## 最初の攻撃
ローマの二人のコンスル（執政官）ルキウス・マルキウス・ケンソリヌス（海軍担当）とマニウス・マニリウス（陸軍担当）は、カルタゴ近くのウティカに上陸すると、カルタゴに受諾不可能と思われる要求を付き透けた。その後二人は海陸からカルタゴに向かった。マニリウスは地峡を通ってカルタゴ近くまで進軍し、ビュルサの城塞に相対すると、濠を埋めて攻城の準備を進めた。一方ケンソリヌスはチュニス湖に入り、船の甲板からも地上からも梯子をかけて城壁を乗り越えようとした。両者ともカルタゴ市民は武装していないと考えており、容易にカルタゴを陥落させることができると考えていたが、実際にはカルタゴは戦闘準備を整えており、ローマ軍は撃退された。ローマ軍の二度目の攻撃も撃退され、カルタゴ軍の士気は大いに上がった。ケンソリヌスとマニリウスは湖の反対側に野営していたハスドルバル・ボエタルクを恐れ、自軍の野営地の防御を強化した。

## カルタゴ軍の奇襲
その後ケンソリヌスは攻城兵器を作る木材を得るために、兵を湖の反対側に派遣したが、ヒミルコ・ファメエアスが率いるカルタゴ騎兵に攻撃され、兵500と多くの資材を失った。それでもいくらかの攻城兵器と梯子が完成し、ローマ軍は再度カルタゴを攻撃するが、これも失敗した。マニリウスは何度か攻撃したものの得るものはなく、カルタゴを地峡側から攻略することを諦めた。

## 破城槌による攻撃
ケンソリヌスは湖の一部を埋め立てて広いスペースを確保し、そこから二組の巨大な破城槌で城壁を破壊することにした。一つはトリブヌス・ミリトゥム（高級将校）の指揮の下6,000の歩兵が、もう一つは軍船の漕手が動かした。これで城壁の一部を破壊することに成功し、内部が覗けるようになった。しかしカルタゴ軍は突入したローマ軍を押し戻し、夜の間に城壁の修理を試みた。夜間の作業は困難であり、また修復できたとしても再び破城槌で破壊される可能性があるため、カルタゴ軍は破城槌自体を破壊するために出撃した。完全な破壊には成功しなかったものの、破城槌は使用不能となった。夜になって、ローマ軍は再びカルタゴ城内に突入したが、カルタゴは前方に武装した兵士、後方に石と棍棒を持った兵士、さらに屋根の上にも兵士を配置して待ち構えていた。このとき、トリブヌス・ミリトゥムであったスキピオ・アエミリアヌスは隷下の兵を突入させず、部隊をいくつかに分けて城壁に沿って配置していた。突入したローマ軍はカルタゴ軍に撃退されて城外に逃れたが、このときアエミリアヌスの兵がローマ軍を壊滅から救った。この行動によりアエミリアヌスは名声を得た。

## 疾病蔓延と火船攻撃
シリウスが日没時に水平線に見え始める頃（7月27日頃）、ケンソリヌスの軍営に疫病が蔓延し始めた。城壁によって新鮮な海から風が遮られていることが原因と考えた彼は、軍船を海に移動させることにした。これを見たカルタゴ軍は、小舟に可燃物を載せ、火を放ってローマ艦隊に向けて押し出した。風はローマ艦隊に向かって吹いていたため、作戦は成功しローマの軍船の大部分は破壊された。この後ケンソリヌスは選挙を監督するためローマに戻ったが、マニリウスは残った。カルタゴ軍はマニリウスに対してより大胆に圧力をかけ始めた。彼らは夜になると、ある者は武器を持って、ある者は武器を持たずに、ローマ軍野営地の濠を渡るための板を持って突進し、城柵を破壊した。夜間の攻撃で混乱が生じると、アエミリアヌスは戦闘が行われている反対側の門から騎兵を率いて出撃し、カルタゴ軍の背後をつく動きを見せた。挟撃を恐れたカルタゴ軍は城内に引き上げた。アエミリアスは再びローマ軍を救った。

## 参考資料
- アッピアノス『ローマ史』